# Frank Podmore
Frank Podmore, né le 5 février 1856 à Elstree et mort le 14 août 1910 à Malvern dans le Worcestershire, est un écrivain et parapsychologue britannique, fondateur de la Fabian Society et membre de la Society for Psychical Research (SPR).

## Biographie

### Jeunesse
Frank Podmore est le troisième fils du pasteur anglican Thompson Podmore et de son épouse Georgina Elizabeth Barton. Après ses années d'école primaire à Elstree (1863-1868), il obtint une bourse pour l'Haileybury and Imperial Service College (en) (1868-1874) puis pour le Pembroke College de l'Université d'Oxford (1874-1878) où il excella en sciences naturelles. Il obtint son BA en 1877, puis son MA en 1883. Il avait alors commencé, depuis 1879, à travailler à la poste de Londres,.

### Engagement politique et écriture
Après avoir perdu la foi, Frank Podmore s'intéressa très tôt au spiritualisme. Étudiant, il collabora à Human Nature, le périodique spiritualiste. Il assista à des « séances » et adhéra à la British National Association of Spiritualists. Il fut cependant rapidement déçu et s'éloigna peu à peu du mouvement. Ce fut cependant lors d'une « séance » qu'il rencontra en 1881 Edward R. Pease. Intéressés tous les deux par les idées socialistes, ils adhérèrent d'abord à la Progressive Association (fondée en 1882), puis surtout à la Fellowship of the New Life de Thomas Davidson. Cependant, déçus par le manque d'engagement concret de la société, ils la quittèrent en janvier 1884 pour fonder la Fabian Society pour laquelle Podmore trouva d'ailleurs un nom, en hommage à Fabius Cunctator (le temporisateur). Podmore participa peu aux activités de la société, même s'il fit partie de son comité directeur. Il ne s'éloigna jamais tout à fait du socialisme. Il participa à la rédaction avec Sidney Webb de Government Organisation of Unemployed Labour ou publia en 1906 une biographie en deux volumes de Robert Owen. Il avait cependant développé de nouveaux intérêts,.

### Recherches sur le paranormal
Frank Podmore (avec Pease) adhéra à la Society for Psychical Research, fondée en février 1882 et vouée à l'étude des phénomènes paranormaux. Podmore se spécialisa dans la collecte des témoignages d'apparitions de fantômes ou de poltergeists dont il tira une longue étude en 1886 : Phantasms of the Living. Il y adoptait, comme pour ses autres contributions aux Proceedings de la Society for Psychical Research une attitude qualifiée de « minimaliste ». Il était considéré comme le « sceptique en chef ». Pour lui, les apparitions (principalement au cours des « séances ») étaient toutes des mises en scène. Mais, les communications médiumniques qui s'avéraient justes étaient pour lui dues à la télépathie. Ses publications ultérieures pour la SPR suivirent la même ligne,.  Ses Studies in Psychical Research de 1897 insistent sur les explications « naturelles » et rationnelles : escroquerie pure et simple, coïncidence et surtout faiblesse des témoins peu attentifs et à la mémoire défaillante. Par contre, il considérait que la télépathie était une capacité humaine perdue mais pouvant resurgir. S'il n'expliquait pas le fonctionnement de cette télépathie, il était convaincu de son existence. Il y voyait le moyen de « naturaliser le surnaturel » comme l'indique le titre de son livre The Naturalisation of the Supernatural. Une partie de sa réflexion était fondée sur le cas très étudié par la SPR des écritures automatiques dites du « Dimanche des Rameaux ».
Entre 1901 et 1931, quatre médiums liées à la SPR produisirent des écritures automatiques liées entre elles, sans se connaître ni connaître l'origine de ces écritures. Mary Catherine Lyttleton, un amour secret de jeunesse d'Arthur Balfour était morte le dimanche des Rameaux 1875. Quatre femmes produisirent des écritures automatiques qui auraient été inspirées par Mary Catherine Lyttleton, en tout cas qui faisaient référence à sa relation secrète avec Balfour. Un de ses médiums, Alice Fleming, était la sœur de Rudyard Kipling et habitait en Inde alors que les autres résidaient en Europe. Si un lien peut être fait entre ces quatre femmes et la famille Balfour (souvent, elles connaissaient vaguement un des plus jeunes frères), il est difficile de comprendre la provenance réelle des informations et surtout la concordance entre les écritures par des femmes ne se connaissant pas et étant très éloignées les unes des autres. Ce fut un des cas les plus étudiés par la SPR. Ces écritures automatiques dites du « Dimanche des Rameaux » firent conclure à Frank Podmore que contrairement à toutes les manifestations physiques (coups, déplacements d'objets, etc.) des médiums qui étaient toutes fausses, les écritures automatiques étaient elles véritables mais étaient dues à une communication télépathique entre les vivants et non à une communication avec les morts.
Le 11 juin 1891, il épousa Eleonore Oliver Bramwell, la sœur d'un de ses collègues à la SPR, le docteur spécialisé dans l'hypnose, John Milne Bramwell. Les époux se séparèrent en 1907 après que Podmore a dû quitter la Post Office à la suite d'accusations d'homosexualité. Il vécut ensuite chez son frère Claude, pasteur à Broughton. Frank Podmore se noya dans des circonstances non élucidées dans la nuit du 14 août 1910 dans un bassin à Malvern où il est enterré.

## Publications
- Phantasms of the Living (1886, avec Frederick Myers et Edmund Gurney (en)). Traduit et abrégé par Léon Marillier et Charles Richet sous le titre Les hallucinations télépathiques, Paris, Félix Alcan, coll. «Bibliothèque de philosophie contemporaine» (1891).
- The Government Organisation of Unemployed Labour (1886).
- Apparitions and Thought-Transference (1892).
- Studies in Psychical Research (1897).
- Modern Spiritualism (1902). Republié sous le titre Mediums of the 19th Century, vols. 1 & 2.
- Biography of Robert Owen (1906).
- Mesmerism and Christian Science (1909).
- The Newer Spiritualism (1910).
- The Naturalisation of the Supernatural